# Samsung Galaxy J2 (2016)
El Samsung Galaxy J2 (2016) es un teléfono inteligente diseñado, fabricado y comercializado por Samsung Electrónics. Fue lanzado en julio de 2016. Es el primer teléfono de Samsung en incorporar Smart Glow.

## Especificaciones

### Hardware
El Galaxy J2 (2016) tiene un SoC Spreadtrum SC8830 que incluye una CPU ARM Cortex-A7 de cuatro núcleos a 1,5 GHz, una GPU ARM Mali-400MP2 y 1,5 GB de RAM. El almacenamiento interno de 8 GB se puede extender hasta 256 GB con una tarjeta microSD. 
Tiene una pantalla Super AMOLed de 5.0 pulgadas con resolución HD Ready de 720 × 1280 pixeles. La cámara principal de 8 MP con apertura de f/2.2, flash Led y enfoque auto dinámico. La cámara frontal de 5 MP tiene una apertura de f/2.2. Tiene un anillo de notificaciones llamado Smart Glow al lado de la cámara principal.

### Software
El Galaxy J2 (2016) se vende con Android 6.0.1 Marshmallow y una interfaz de usuario TouchWiz.